# Новоґардек
Новоґардек (пол. Nowogardek, нім. Naugard) — село в Польщі, у гміні Колобжеґ Колобжезького повіту Західнопоморського воєводства.
Населення — 99 осіб (2011).

## Демографія
Демографічна структура станом на 31 березня 2011 року:
|          | Загалом | Допрацездатний вік | Працездатний вік | Постпрацездатний вік |
| -------- | ------- | ------------------ | ---------------- | -------------------- |
| Чоловіки | 49      | 13                 | 28               | 8                    |
| Жінки    | 50      | 9                  | 27               | 14                   |
| Разом    | 99      | 22                 | 55               | 22                   |